# Émeutes de 1969 à Curaçao

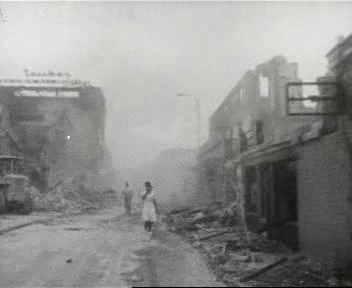
Bâtiments détruits lors des émeutes.

Les émeutes de 1969 à Curaçao sont un mouvement protestataire qui frappe l'île de Curaçao, dans les Antilles, alors composante des Antilles néerlandaises, un territoire autonome du royaume des Pays-Bas. Les protestations se déroulent surtout le 30 mai mais se poursuivent jusqu'à la nuit du 31 mai au 1er juin. Elles ont pour origine une grève des travailleurs de l'industrie pétrolière, qui prend un tournant violent, marqué par des destructions de bâtiments et de véhicules au centre du quartier d'affaires de Willemstad, capitale de l'île.
Les causes de ces émeutes sont variées. L'économie insulaire est alors en crise après des décennies de prospérité apportées par la manne pétrolière et le chômage augmente. En 1954, l'île devient membre de la fédération des Antilles néerlandaises, qui regroupe les colonies hollandaises de la région. Si l'autonomie s'accroît, les opposants au colonialisme y voient surtout une manière de perpétuer la domination coloniale, avec un racisme toujours latent depuis l'abolition de l'esclavage en 1863, ainsi que de fortes inégalités. Des mouvements proches du Black Power se développent, dans le sillage des évolutions en cours aux États-Unis et ailleurs dans la région. Le parti démocrate, qui domine la scène local, ne parvient alors pas à mettre en œuvre ses promesses de prospérité, permettant l'essor des idées radicales et socialistes dans les années 1960. En 1969, des tensions émergent dans des négociations sur les conditions de travail entre un sous-traitant de Shell et ses employés. Le conflit s'étend et débouche sur une grève le 30 mai, qui se transforme vite en émeutes. 
Deux personnes meurent lors de ces émeutes et la plupart du centre de Willemstad est ravagé, tandis que des centaines de personnes sont arrêtées. Rapidement, les demandes des manifestants sont satisfaites, avec des hausses de salaires et la démission du gouvernement des Antilles néerlandaises. Pour cette dernière, c'est un tournant. Les élections de septembre conduisent à la victoire des chefs de ce mouvement de grève. En parallèle, une commission enquête sur ces émeutes et dénonce comme causes les tensions raciales, les difficultés économiques et des erreurs du gouvernement et de la police. Aux Pays-Bas, le gouvernement doit participer à la décolonisation de ses territoires caribéens. En 1975, le Surinam devient indépendant mais les leaders des Antilles néerlandaises préfèrent un statut d’autonomie, pour éviter d'éventuelles conséquences économiques néfastes. En revanche, des tensions apparaissent entre les composantes de cette fédération et Aruba s'en retire en 1986, tandis que Curaçao voit l'affirmation d'une culture locale, marquée par l'usage accru du papiamentu, la langue insulaire, participant d'une identité propre en pleine construction.

## Contexte
Curaçao est une composante de l'ancien empire colonial néerlandais. En 1969, elle est incluse dans les Antilles néerlandaises, qui regroupe les îles caribéennes sous souveraineté des Pays-Bas. Elle a alors une population de 141 000 personnes, dont près de la moitié dans la capitale, Willemstad. Jusqu'en 2010, Curaçao a été la capitale de la fédération des Antilles néerlandaises, désormais dissoute.
Au XIXe siècle, l'économie insulaire est peu développée, avec presque pas d'industrie, en-dehors de la production de sel et de chapeaux de paille. Après la construction du canal de Panama et la découverte de pétrole dans le bassin du Maracaïbo, l'économie de l'île se développe. Une raffinerie de pétrole est ouverte en 1918, s'étendant continuellement jusqu'en 1930 et la production atteint un pic en 1952, quand elle emploie 11 000 salariés. L'île devient l'une des plus riches de la région et les conditions de vie y sont largement supérieures que dans les autres îles caribéennes. De ce fait, une importante immigration apparaît, en provenance du Surinam, de Madère et même de la métropole. Toutefois, l'industrie pétrolière voit ses effectifs décroître dans les années 1960, pour atteindre seulement 4 000 employés en 1969, en raison de l'automatisation de certaines tâches et du recours par Shell à la sous-traitance, où les salaires sont plus faibles. Le chômage grimpe pour toucher 8 000 habitants en 1966, en particulier les travailleurs peu qualifiés, souvent issus de la communauté noire. Si le gouvernement local développe le tourisme en compensation, cela ne suffit pas à réduire le chômage. 
L'industrie pétrolière a nécessité l'arrivée de fonctionnaires en provenance des Pays-Bas, d'où une croissance de la population blanche mais aussi une distinction marquée entre la population implantée dans l'île depuis plusieurs générations et les makamba, désignant les immigrants venant d'Europe depuis peu. Or, ces derniers affaiblissent la position de l'élite blanche native de Curaçao. De ce fait, celle-ci finit par se reconnaître dans une identité locale basée sur la fierté antillaise ou l'usage du papiamento, le créole insulaire. 
Un autre sujet d'importance est l'enjeu des relations avec les Pays-Bas. Celles-ci ont évolué avec la Charte du Royaume néerlandais en 1954, qui fait des Antilles néerlandaises et du Surinam des composantes du royaume des Pays-Bas mais pas des Pays-Bas en tant que tel. La politique étrangère et la défense relèvent toujours du royaume, par le biais du conseil des ministres du royaume des Pays-Bas, composé de tous les ministres ainsi que d'un ministre plénipotentiaire pour le Surinam et d'un autre pour les Antilles néerlandaises. Si ce statut confère une large autonomie, beaucoup d'insulaires y voient une perpétuation du colonialisme, sans pour autant qu'un mouvement indépendantiste n'émerge dans les Antilles car les discours contestataires sont focalisés sur le niveau insulaire et non de la fédération en tant que tel. 

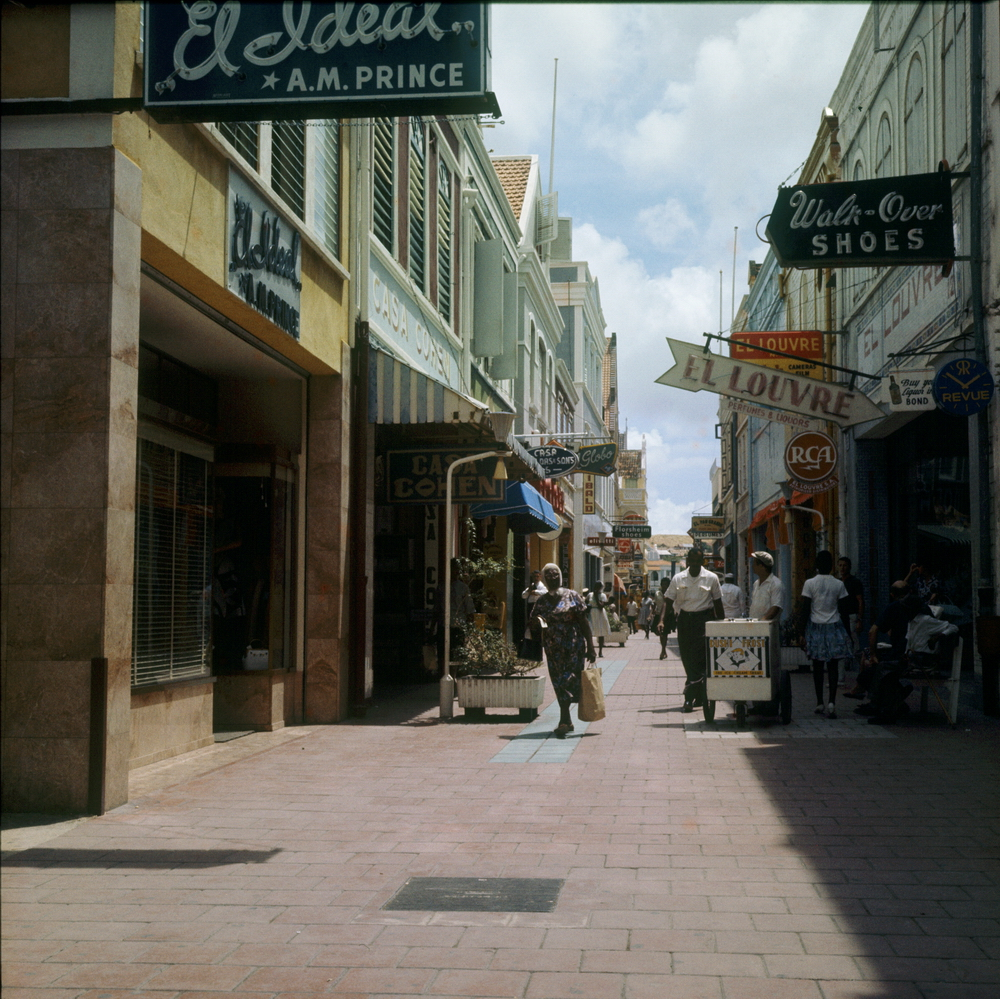
Le centre de Willemstad en 1964.

La colonisation néerlandaise de l'île remonte à 1641 et l'arrivée des premiers esclaves africains. En 1654, elle devient le principal lieu de détention d'esclaves et c'est seulement en 1863 que la traite est abolie. Si des efforts sont faits pour améliorer l'instruction des populations noires, le racisme demeure prépondérant et les Noirs font face à une forte discrimination et à la pauvreté. Si 90% de la population est d'origine africaine, l'essentiel de la richesse produite revient à la population européenne et si le système politique est théoriquement démocratique, il est dominé par l'élite blanche. 
La situation des Noirs de l'île est similaire à celle des Noirs américains ou d'autres îles caribéennes et la symbolique du mouvement anti-ségrégationniste est reprise à Curaçao. Le développement des médias de masse permet à la population locale de prendre conscience des évolutions ailleurs dans le monde, favorisant l'émergence d'un mouvement d'émancipation. En outre, des positions anticapitalistes viennent se greffer à la contestation, avec une influence de la révolution cubaine, sans pour autant que le gouvernement cubain soit directement impliqué. Ainsi, plusieurs leaders des émeutes portent des tenues kakis similaires à celle de Fidel Castro et de ses lieutenants.
La scène politique locale contribue aussi au soulèvement. Depuis 1954, c'est le parti démocratique, de centre-gauche, qui domine la vie politique des Antilles néerlandaises. Il est plus proche des travailleurs que le parti national du peuple mais il souffre de son incapacité à satisfaire les attentes sur une amélioration des conditions de travail et il est de plus en plus associé aux milieux blancs, contribuant à de vives critiques parmi la population noire. Dans les années 1960, un radicalisme politique s'empare de Curaçao, en partie importé des Pays-Bas où des étudiants locaux sont allés faire leurs études supérieures. Ils fondent l'union réformiste antillaise en 1965, qui se pose en alternative socialiste aux partis traditionnels, même si son idéologie relève plus du réformisme que de la révolution. Une revue est aussi fondée, Vito, qui défend une contestation de l'exploitation politique et économique des masses, liée au néocolonialisme ambiant. Cette publication est par ailleurs rédigée en papiamentu, consacrant donc le créole insulaire aux dépens du néerlandais.

## Un conflit social

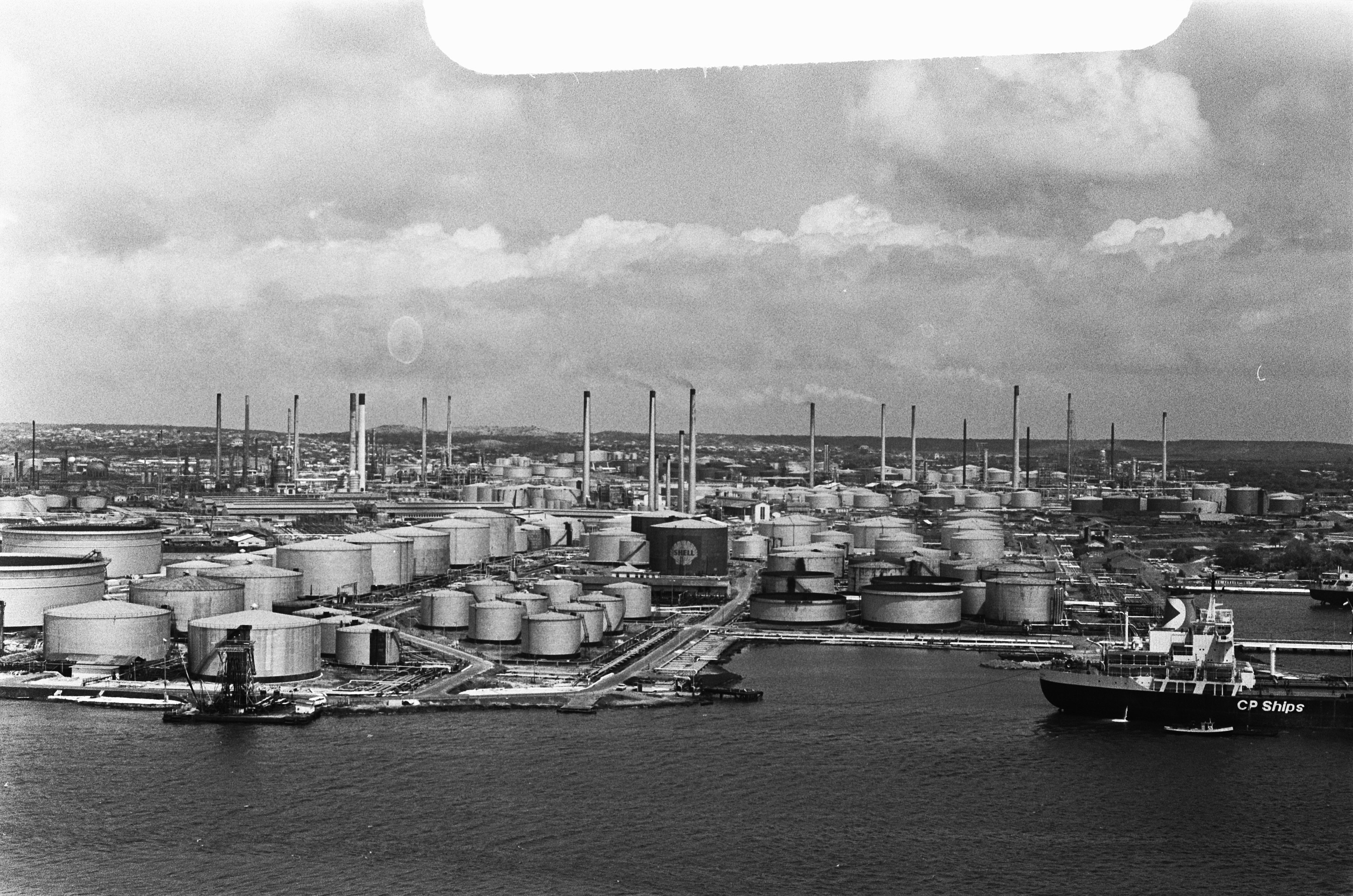
Raffinerie Shell à Curaçao.

À l'origine, Curaçao ne semble guère menacée par un soulèvement violent, en dépit des faibles salaires, d'un chômage élevé et d'importantes inégalités. La solidarité familiale paraît jouer un rôle stabilisateur, qui expliquerait aussi l'absence d'un parti communiste, du fait des forts liens familiaux qui exclueraient l'émergence d'éléments radicaux et perturbateurs pour un dialogue social qui demeure plutôt calme, y compris avec la raffinerie Shell. Deux grèves sont recensées dans les années 1920 et en 1936, qui aboutissent à des concessions du patronat. En 1942, les travailleurs de nationalité néerlandaise obtiennent le droit d'élire des représentans dans ce qui s'apparente à un comité d'entreprise. En 1955, la section porto-ricaine du congrès des organisations industrielles, confédération syndicale américaine, contribue à la création d'une fédération des travailleurs du pétrole de Curaçao. Deux ans plus tard, celle-ci obtient une convention collective pour les travailleurs de la raffinerie. 
Cette fédération est membre de l'union syndicale de la conférence générale (AVVC), la confédération syndicale de l'île, dont les positions sont généralement modérées dans les négociations avec le patronat, ce qui l'expose à des critiques de plus en plus fortes. En outre, elle est très proche du parti démocratique. De plus en plus, de syndicalistes tentent de s'extraire des liens parfois forts avec les partis politiques de l'île. Parmi les sections syndicales de l'AVVC, la fédération des travailleurs de Curaçao représente les employés de la construction, salariés de la Werkspoor Caribbean Company, un sous-traitant de Shell. Cette organisation joue alors un rôle de plus en plus fort sur la scène politique et sociale locale. Par ailleurs, l'union générale des dockers (AHU) est aussi très critique de l'AVVC, considérée comme trop tiède. L'AHU est dirigée par Papa Godett et Amador Dita, portés par des convictions révolutionnaires et de renversement du colonialisme néerlandais. Godett est un proche de Stanley Brown, éditeur de la revue Vito. En définitive, le mouvement syndical est, en 1969, particulièrement divisé, ce qui exacerbe les tensions. 
En mai 1969, un conflit syndical éclate entre le CFW et Werkspoor, autour de deux enjeux majeurs. D'abord, les employés antillais de la Werkspoor protestent contre le fait de recevoir des salaires plus faibles que ceux des salariés néerlandais ou venant d'autres îles caribéennes. En outre, ils demandent aussi l'alignement de leurs salaires sur ceux des employés de Shell, qui effectuent le même travail. La direction répond que l'accord avec Shell ne permet pas d'augmenter les salaires. Rapidement, la revue Vito s'empare du sujet, contribuant à le diffuser à grande échelle. 
Le 6 mai, environ 400 employés de Werkspoor se mettent en grève. Les travailleurs antillais reçoivent le soutien et la solidarité des non-Antillais de l'entreprise et des autres syndicats de l'île. Le 8 mai, la grève se termine par un accord ouvrant la négociation d'un nouveau contrat, sous la médiation du gouvernement. Cependant, elles échouent et une deuxième grève commence le 27 mai. La tension s'accroît de plus en plus, tandis que des leaders politiques et syndicaux estiment que le gouvernement devrait plus intervenir. La parti démocrate est face à un dilemme car il ne souhaite pas perdre le soutien des travailleurs mais il craint aussi que des concessions trop grandes ne fassent fuir des investissements dans l'industrie. Alors que le conflit progresse, les leaders radicaux, dont Amador Nita et Papa Godett, gagnent en influence. Le 29 mai, alors qu'un dirigeant modéré s'apprête à annoncer un compromis et l'interruption de la grève, Nita s'empare de ses notes et fait une déclaration de son propre chef. IL exige la démission du gouvernement et menace d'une grève générale. Le même jour, entre trente et quarante grévistes marchent sur Fort Amsterdam, siège du gouvernement, dont ils estiment qu'il est partie prenante de l'absence de hausse des salaires du fait de son inaction. Bientôt, le PWFC annonce aussi une grève de solidarité envers les employés de Werkspoor.

## De la grève aux émeutes
Le matin du 30 mai, d'autres syndicats se joignent à la grève. Entre trois mille et quatre mille travailleurs se rassemblent autour d'un piquet de grève et, tandis que le CFW appuie l'idée d'un conflit économique, Papa Godett plaide pour une action politique. Il critique la posture du gouvernement dans la crise et demande sa démission, appelant à une nouvelle marche sur Fort Amsterdam. Cinq milles manifestants se rassemblent pour marcher sur le centre-ville, grossissant au fur et à mesure par l'arrivée de nouvelles personnes, généralement jeunes et issues de la communauté noire, parfois au chômage. Dans les faits, aucun organe syndical n'a de contrôle sur cette foule et aucune mesure prise pour canaliser d'éventuels débordements. 
Parmi les slogans, Pan y rekonosimiento (pain et reconnaissance) est l'un des plus utilisés avec Ta kos di kapitalista, kibra nan numa (détruisez les propriétés du capitalisme) et Tira piedra. Mata e kachónan di Gobièrnu. Nos mester bai Punda, Fòrti. Mata e makambanan (Jetez des pierres, mort aux chiens du gouvernement, marchons sur Punda, sur le fort, mort aux makambas). La grève tourne alors à l'émeute. Un pick-up conduit par un blanc est incendié et deux magasins sont pillés. Bientôt, d'importants immeubles de commerce, dont une usine d'embouteillement de Coca-Cola et une fabrique de Texas Instruments sont attaquées et les productions interrompues. Texas Instruments a alors une piètre réputation car elle bloque tout syndicalisme parmi ses employés. Si les habitations et les immeubles publics sont généralement épargnés, la police ne tarde pas à faire appel à des miliciens volontaires et à l'armée néerlandaise, dont une garnison est basée à Curaçao. En effet, les forces de l'ordre se limitent à soixante officiers sur place, incapables de stopper un tel mouvement de foule. 
Les policiers décident de se poster sur une colline sur le chemin des émeutiers mais ils sont rapidement l'objet de jets de pierres. Papa Godett se fait tirer dans le dos par la police et insiste, après les événements, sur le fait qu'il a été l'objet d'une tentative délibérée d'élimination, alors que les officiers assurent avoir fait acte de légitime défense. Godett est emmené à l'hôpital et une partie de la foule le suit. L'un des deux pick-ups envoyés pour aider la police est brûlé avant d'être lancé vers les policiers, qui ripostent en tuant le principal gréviste impliqué dans cet acte. Bientôt, le gros des émeutiers se dirigent vers Punda, le district d'affaires de la capitale. Là, ils se dispersent entre plusieurs groupes, dont certains traversent un pont pour se rendre de l'autre côté de Sint Anna Bay, dans le quartier d'Ostrabanda. Le premier bâtiment incendié est un magasin critiqué par la revue Vito pour employer des salariés dans des conditions déplorables. Rapidement, les flammes s'étendent aux environs et plusieurs commerces sont pillés avant d'être incendiés, dont un vieux théâtre et la palais épiscopal. Même le pont est endommagé.

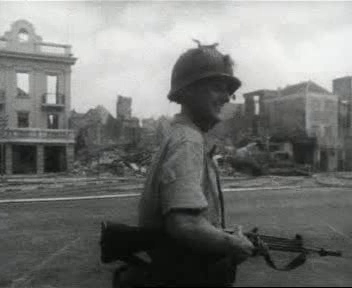
Soldat néerlandais patrouillant dans les rues de Willemstad.

Le gouvernement impose alors un couvre-feu et interdit la vente d'alcool. Le premier ministre des Antilles néerlandaises, Ciro Kroon, est aux abonnés absents pendant les émeutes, de même que le gouverneur Cola Debrot et son adjoint, Wen Lampe. Le ministre de la justice, Ronchi Isa, demande l'aide d'éléments du corps des Marines néerlandais présents à Curaçao, ce que ne valide que tardivement le conseil des ministres du royaume, dont l'aval est pourtant constitutionnellement indispensable. Néanmoins, les soldats n'attendent pas cette validation pour intervenir en renfort aux côtés des policiers et des miliciens qui tentent de juguler les troubles et de protéger les bâtiments des pillages et des destructions. L'ancienneté des bâtiments du centre-ville et leur concentration compliquent les efforts des pompiers et, dans l'après-midi, le clergé lance un appel au calme. Dans le même temps, les leaders syndicaux annoncent avoir trouvé un compromis avec Werkspoor, selon lequel tout employé de Shell, y compris par le biais d'un sous-traitant, doit recevoir un salaire égal, quelles que soient sa nationalité ou ses origines.
Le bilan des émeutes est de deux morts (A. Gutierrez et A. Doran), ainsi que vingt-deux policiers et cinquante-sept manifestants blessés. 322 arrestations ont eu lieu, dont les leaders Papa Godett et Amator Nita, ainsi que Stanley Brown, éditeur de Vito. Godett est gardé sous surveillance policière pendant sa convalescence. Au cours des violences, 55 bâtiments sont incendiés et 190 autres endommagés ou pillés. Trente véhicules ont été détruits et le coût total est estimé à quarante millions de dollars. Dans l'ensemble, les pillages ont surtout visé les commerces tenus par les Blancs, tout en épargnant les touristes. Dans certains cas, ces derniers ont été escortés hors des hôtels pour être mis à l'abri. Les émeutes laissent la population sous le choc, avec des sentiments variés selon les communautés. 
Enfin, le 2 juin, tous les partis représentés aux Etats des Antilles néerlandaises acceptent la dissolution de l'assemblée. Le 5 juin, le premier ministre de la fédération, Ciro Kroon, présente sa démission au gouverneur. Des élections se tiennent le 5 septembre et, dans l'intervalle, un gouvernement par intérim est nommé, conduit par Gérald Sprockel, tandis que le gouvernement des Pays-Bas accepte de retirer les militaires envoyés en renforts dès la mi-juin.

## Conséquences

### Conséquences politiques

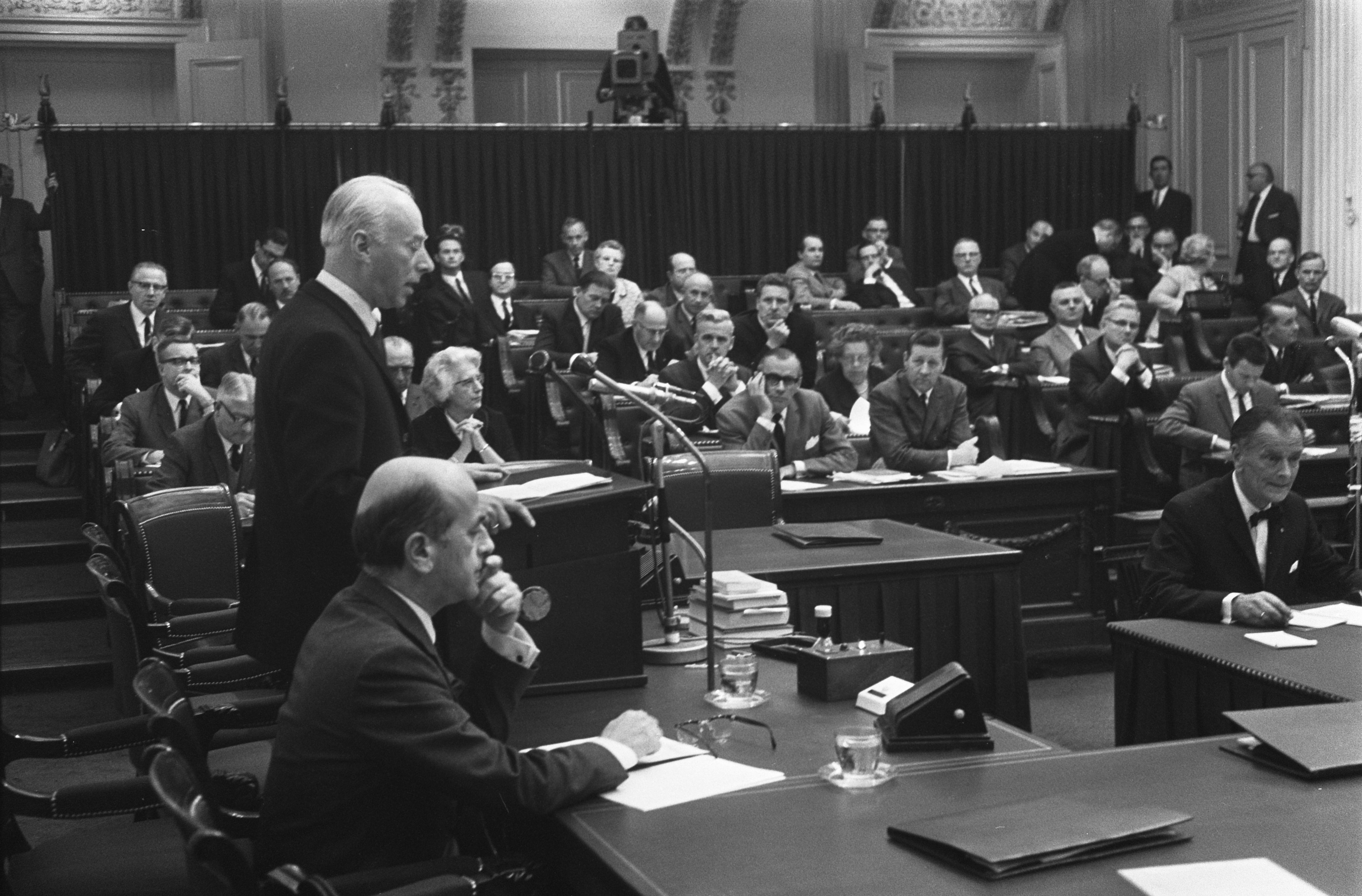
Le Parlement néerlandais discutant des émeutes le 3 juin.

Les leaders grévistes que sont Godett, Nita et Brown fondent rapidement une formation politique, le front de libération et du travail du 30 mai (FOL), alors que Brown est encore en prison. Ce parti présente des candidats dès les élections du mois de septembre, avec Godett en chef de file. Son discours est anticolonaliste et résolument contre la présence néerlandaise, tout en épousant les mouvements d'affirmation des Noirs et de valorisation d'une identité antillaise. Il reçoit 22 % des suffrages à Curaçao et remporte trois des douze sièges de l'île, sur un ensemble de vingt-deux sièges. Les trois dirigeants du parti siègent donc dans l'assemblée nouvellement élue, tandis que Ernesto Pedronia du parti démocrate divent le premier chef de gouvernement noir des Antilles néerlandaises, dans une coalition avec le FOL. En 1970, le gouvernement néerlandais nomme le premier gouverneur noir des Antilles néerlandaises, en la personne de Ben Leito.
En octobre, une commission est créée pour enquêter sur les émeutes. Cinq de ses membres sont Antillais et trois sont Néerlandais. Elle sort son rapport en mai 1970, après de nombreuses auditions, concluant que le mouvement est spontané, sans préméditation et que les causes premières des violences sont à trouver dans le racisme ambiant et les déceptions économiques. Le rapport est aussi critique envers la conduite de la police et recommande la nomination d'un Lieutenant gouverneur avec une expérience du maintien de l'ordre. Néanmoins, la plupart de ses conclusions et ses critiques envers le gouvernement et la police ne sont pas suivies d'effets. Enfin, la commission souligne la contradiction entre la demande d'indépendance et le souhait d'une prospérité économique, estimant qu'il n'est pas possible d'avoir l'une et l'autre. 
Le 1er juin 1969, 500 manifestants, principalement antillais, se réunissent à La Haye, siège du gouvernement néerlandais, pour soutenir le mouvement en cours à Curaçao. Des faits de violence sont répertoriés avec la police et les manifestants dénoncent la présence militaire dans les Antilles, demandant l'indépendance pour les colonies néerlandaises. De fait, les événements de 1969 marquent un tournant pour l'histoire politique des possessions des Pays-Bas en Amérique. Dès le 3 juin, le parlement de La Haye se penche sur le sujet, pour réaffirmer que la réponse apportée aux émeutes est conforme à la charte du Royaume de 1954. La presse nationale est plus critique, surtout quand sont diffusées les images de soldats patrouillant en armes dans les rues de Willemstad. A l'international, l'intervention néerlandaise est vue comme un symbole du néocolonialisme, tandis que restent dans les mémoires les souvenirs de la guerre d'indépendance de l'Indonésie, vingt ans plus tôt, qui a coûté la vie à 150 000 Indonésiens et 5 000 Néerlandais. En janvier 1970, des premières consultations ont lieu entre le ministre néerlandais pour le Surinam et les Antilles, Joop Bakker, le premier ministre du Surinam, Jules Sedney et Ernesto Pedronia pour les Antilles néerlandaises, portant sur l'octroi de l'indépendance. Pour certains, notamment pour Joop Bakker, il est préférable d'accorder rapidement l'indépendance que de risquer la multiplication d'interventions militaires dans ces territoires, sans pour autant contraindre à cette solution. De fait, les discussions montrent rapidement que tant le Surinam que les Antilles néerlandaises craignent de perdre la nationalité néerlandaise ainsi que les aides au développement de la métropole. En 1973, ils rejettent un projet d'indépendance proposé par les Pays-Bas. Finalement, dans le cas du Surinam, l'impasse est dépassé dès 1974 avec un changement de gouvernement simultané aux Pays-Bas et à Paramaribo, qui accélère les négociations et conduit à l'indépendance le 25 novembre 1975. 
De leur côté, les Antilles néerlandaises ne se tournent pas vers l'indépendance, en tout cas pas tant d'avoir trouvé un modèle de développement économique viable, comme l'exprime son Premier ministre Juancho Evertsz en 1975. Les enquêtes d'opinion menées dans les années 1970 et 1980 confirment que l'essentiel de la population ne souhaite pas l'indépendance, tout en étant favorable à plus d'autonomie. Par ailleurs, la fédération regroupe un ensemble disparate d'îles dont les liens entre elles sont souvent assez lâches, ne permettant pas l'émergence d'une voix commune pour la pleine souveraineté. À partir de la fin des années 1980, les Pays-Bas finissent par renoncer à donner l'indépendance à ces territoires. 
En revanche, les événements de 1969 favorisent le sentiment séparatiste à Aruba, présent depuis les années 1930 et qui oscille entre la volonté de devenir un Etat totalement indépendant ou bien une séparation d'avec les Antilles néerlandaises tout conservant des liens avec la métropole, voire avec le Venezuela pour certains militants. En effet, l'île est majoritairement peuplée de descendants d'Européens et d'Amérindiens et ressent mal la domination politique de Willemstad. À partir de 1975, l'île devient de plus en plus autonome et se sépare des Antilles néerlandaises en 1986, pour devenir un Etat à part au sein du Royaume des Pays-Bas. Finalement, en 2010, la fédération des Antilles néerlandaises éclate et Curaçao devient à son tour un Etat à part.
Le Trinta di Mei devient aussi un mouvement syndical. Une nouvelle grève touche Curaçao en décembre 1969, réunissant près de 3 500 personnes lors de huit manifestations sauvages en dix jours. En outre, plusieurs leaders radicaux gagnent en influence au sein des organisations syndicales et deviennent de plus en plus populaires parmi la population. Dans les années suivantes, les syndicats obtiennent d'importantes hausses de salaires, contraignant Texas Instruments à la négociation. Ils réunissent de plus en plus de membres, avec la création de quatre syndicats à la suite des événements de 1969. Par ailleurs, les liens se distendent entre le monde syndical et le monde politique, à mesure que le premier devient plus contestataire et militant et n'a plus besoin de solides relations avec le gouvernement pour exister. L'affirmation d'un monde du travail capable d'influencer les décisions politiques et sociales change la donne à Curaçao, tandis que la sphère politique se voit accusée de chercher à le museler. Parallèlement, les entreprises sont contraintes de reconnaître les syndicats comme des interlocuteurs.

### Conséquences sociales et culturelles
Les émeutes de 1969 sont un tournant social avec la fin de la domination de l'élite blanche et l'ascension d'une élite noire qui a occupé la plupart des fonctions politiques de l'île depuis lors. C'est moins vrai de l'élite économique, même si une ascension sociale a pu exister parmi la frange éduquée de la population afro-caribéenne. Beaucoup de Noirs entrent en politique par le biais du parti démocrate, ce qui n'est pas sans susciter des critiques car cette formation a souvent été dépeinte auparavant comme corrompue. Quant aux classes sociales les moins favorisées, leur situation change peu, si ce n'est des garanties plus fortes en matière de droit du travail. Dans une enquête de 1971, trois-quarts des répondants estiment que leur situation économique est restée la même ou a empiré, un phénomène qui doit beaucoup aux spécificités des économies insulaires de la région. Néanmoins, des critiquent visent la mauvaise gestion et la corruption au sein de la classe politique. 
L'un des effets durables de la crise de 1969 est le regain de prestige du papiamentu, le créole des Antilles néerlandaises, qui en vient à recevoir un statut plus officiel. Largement pratiqué par les habitants de l'île, il a longtemps été cantonné à un usage privé et sa pratique dans le cadre scolaire a souvent été réprimandée. Selon l'écrivain Frank Martinus Arion, c'est véritablement le mouvement de 1969 qui a légitimé le papiamentu comme langue de premier plan. La revue Vito appelle à en faire la langue officielle de l'île, une fois indépendante. En 2007, elle est finalement reconnue comme langue officielle, avec le néerlandais et l'anglais. Les débats parlementaires sont généralement tenus dans cette langue et la plupart des émissions télévisées et de radio sont en papiamentu. Toutefois, l'enseignement secondaire est toujours dispensé en néerlandais.